# محافظة دير الزور
دير الزور (تدعى أيضاً «الدير» بالعامية السورية) محافظة سورية تقع في شرق البلاد على نهر الفرات عاصمتها مدينة دير الزور، أكبر مدنها، ويتبع لها بعض المدن الأخرى منها الميادين، البوكمال، القورية والعشارة.

## التاريخ

مخطط مدينة ماري - جسر المعلق - زقورة ماري - عمارات مدينة ماري

تضم محافظة دير الزور بعضاً من أهم المراكز الأثرية في سوريا والشرق ومن أوائل الحضارات قامت في هذه المنطقة حيث يرجع المختصون ابتكار الزراعة منذ آلاف السنين بشكلها البدائي في تلك المنطقة وما يجاورها من سوريا قبل حوالي 12 ألف عام، ووجدت فيها لقى أثرية لتجمعات بشرية قديمة ترجع لمرحلة ثقافات ما قبل الحضارة وفيها تم تطور نظام المدن وتخطيط المدن في الحضارات السورية القديمة ووجدت فيها مناطق تعود لفجر الحضارة البشرية مثل آثار بقرص (الألف السابع قبل الميلاد) ودور ختليمو (الألف الرابع قبل الميلاد) وماري والكثير من الممالك-المدن الآشورية والبابلية والحضارات السورية القديمة والمواقع الرومانية والإسلامية.
على نفس موقع دير الزور (الحالي) أو دير العتيق قامت أكثر من مدينة (5 مدن على الاقل). دمرت عبر التاريخ. هذه الـمدن الخمس مجهولة التاريخ، أي من غير المعروف تاريخ تاسيسها وانجازاتها بسبب هدم التل عام 1968. في أواخر القرن التاسع عشر تأسست مدينة تدعى دير الزور وهي مدينة قامت على تل دير العتيق. ، وفي عام 1865 تم فصل مدينة دير الزور عن حلب وأسست متصرفية الزور الذي تمتد من بالس شرقا حتى منبج غربا، وتدمر جنوبا، وديار بكر شمالا. احتلها الفرنسيون عام 1921 عند دخولهم سوريا وجعلوها مقراً لحامية عسكرية كبيرة على الفرات كجزء من سوريا المرسومة حسب اتفاقية سايكس - بيكو وسان ريمو. وفي عام 1946 صارت جزءاً من الدولة السورية المستقلة.

## المساحة والسكان
تبلغ المساحة الكلية للمحافظة 33.06 ألف كم مربع تشغل 17.9% من مساحة البلاد لتكون ثاني أكبر محافظة بعد محافظة حمص.
بلغ عدد المواطنين المسجلين في سجلات الأحوال المدنية مع بداية عام 2007 حوالي 1600000 مليون نسمة يشكلون 7% من سكان البلاد بكثافة سكانية 27 نسمة/كم مربع (عام 2007) يشكل منهم أهل الريف 50%. تمثل نسبة القوة العاملة من إجمالي السكان حوالي 37%، منهم 44% من النساء، يتوزعون بشكل رئيسي في الإنتاج الزراعي، وبنسبة 7% في الصناعة و 26% في الخدمات.
يبلغ عدد سكان دير الزور المدينة حوالي 500 ألف نسمة حسب إحصائيات الربع الأول من عام 2010.

## معالم أثرية
على مسافة حوالي40 كم عن مركز المحافظة تقع مدينة البصيرة وهي أكبر تل اثري يعود للعصر الروماني والاغريقي ويوجد أيضا بين بلدتي الميادين والبوكمال تقع آثار وأطلال حضارة دورا أوربس على ضفاف نهر الفرات والمسماة (صالحية الفرات) والتي تضم آثاراً غنية تعود لعصور اليونان والرومان والفرس والتمارين وكذلك في مدينة القورية آثار النواعير على نهر الفرات وهي من العصر الروماني بالإضافة إلى منارة وعين علي بن أبي طالب رضي الله في بادية القورية.
في هذا الموقع يقع المتحف الميداني (البيت الروماني) الذي يضم اللقى الأثرية المكتشفة في هذا الموقع من قبل البعثات الأثرية السورية والفرنسية والأوروبية.
وحسب مصادر مديرية الآثار السورية فإن العمل في هذا المتحف البيت بدأ منذ عام 2000م، وتم بناؤه من جدران وفق الأساسات التي تم العثور عليها أثناء عملية التنقيب وهو يتألف من خمس غرف على بناء قديم، مع ساحة كبيرة ويعتبر المتحف نموذجاً يمثل ثلاث مراحل للمنطقة اشيدت فيها مدينة دورا أوربوبس وهي الإغريقية والفارسية والرومانية، وفي كل غرفة من المتحف تعرض لقى من كل مرحلة من المراحل الثلاث. كما تم ترميم القصر الملكي أو قصر الحاكم في منطقة دورا أوروبوس. وتبقى غرفتان من المتحف خصصتا كاستراحة ومطعم للزوار، مع المحافظة على الشكل والديكور الروماني القديم للمكان.
تحتضن مدينة دير الزور، مركز المحافظة، متحفاً ضخماً هو الأكبر في شرق سوريا يضم ما يقارب خمسة وعشرين ألف قطعة. ومن محتوياته بيوت أثرية بأحجامها الطبيعية بالإضافة إلى التماثيل والتمائم والمنحوتات والنقوش والهياكل العظمية والقطع الأثرية الفخارية والأواني الزجاجية المتنوعة وغيرها.

## التقسيم الإداري
تقسّم المحافظة إلى 3 مناطق: دير الزور-الميادين-البوكمال، وهذه المناطق تتوزع فيها عدة مدن هي دير الزور مركز المحافظة والميادين و القورية و البوكمال وهجين و 11 ناحية و 128 قرية.
يديرها محافظ يعينه رئيس الجمهورية في دمشق تعييناً مباشراً، يعاونه مجلس منتخب محلياً على مستوى المحافظة ورؤساء بلديات للمدن ورؤساء نواحي للنواحي.

## الاقتصاد والتنمية
يعتمد اقتصاد محافظة دير الزور على الزراعة والمحاصيل الزراعية الصناعية كالقمح والقطن، والسمسم، والخضار وتنتشر بطول المحافظة الكثير من الزراعات الهامة إضافة إلى الثروة الحيوانية. كما يوجد فيها العديد من المنشأت الصناعية والمعامل وفيها مواقع للتعدين وصخور وعروق ملحية يستخرج منها الملح الصخري عبر منجم التبني (حوالي 40 كم شمال) على الضفة الغربية للفرات وكذلك يستخرج الملح من السبخ على الحدود العراقية السورية، وتقوم صناعات مختلفة مثل النسيج والالات الزراعية وقطع الغيار والسجاد والصناعات التحويلية وغيرها. تتواصل الأنشطة الصناعية بالتطور بالمحافظة وأحدثت فيها مؤخراً مدينة صناعية على الطراز الحديث للنهوض بالصناعة بالمنطقة. تحتوي المحافظة على عدد من حقول النفط والغاز المهمة في سوريا تشتريها العديد من الشركات الوطنية والأجنبية، ومحطات تجميع النفط ومعالجة وضخ الغاز لضخها عبر شبكة الأنابيب الوطنية السورية.
يوجد فيها مطار إقليمي هو مطار دير الزور  يرتبط برحلات مع المطارات السورية والخارجية، ومحطة قطار للركاب والشحن تربط المحافظة بكافة مناطق سوريا، وشبكة من الطرق البرية التي تمتد عبر المحافظة.
وفي مدينة دير الزور مقر جامعة الفرات وجامعة الجزيرة الخاصة ومعاهد فنية ومهنية متخصصة. تصدر في المحافظة جريدة محلية يومية باسم الفرات  بالإضافة للعديد من الدوريات الأخرى محلية الانتشار.
تتميز المحافظة بالمطاعم النهرية المعروفة محلياً باسم «جرداق» التي تجتذب الزوار والسياح وهناك العديد من الأماكن التاريخية والمواقع التي تسنحق الزيارة والمعالم الجميلة مثل الجسر المعلق الشهير ومتحف دير الزور والعديد من الجزر النهرية. ويقام مهرجان سنوي للسياحة والتسوق يمتد لشهر بدءاً من أيلول.

## المحافظون
- سامي شفيق الصالح (5 تشرين الأول 2000[8] - 30 آذار 2002[9])
- خالد دلى الاحمد (من 30 آذار 2002[10])
- حسين عرنوس (10 شباط 2009[11] - 24 تموز 2011[12])
- سمير الشيخ (من 24 تموز 2011[13])
- غسان أحمد لطفي القناطري (11 تموز 2012[14])
- محمد قدور العينيه (28 أيلول 2013[15] - 26 تشرين الأول 2016[15])
- محمد إبراهيم سمرة (26 تشرين الأول 2016[16] - 22 شباط 2018[17])
- عبد المجيد كواكبي (22 شباط 2018[18] - 26 تشرين الأول 2020[19])
- فاضل نجار (26 تشرين الأول 2020[20]- 7 أيار 2024[21])
- معتز تيسير قطان (12 أيار 2024[22] - 23 أيلول 2024[23])
- منهل نادر هناوي (منذ 17 تشرين الأول 2024[24]- 8 كانون الأول 2024[25])
- حسين السلامة (كانون الأول 2024[26] - 7 كانون الثاني 2025[27])
- غسان إلياس السيد أحمد (منذ 13 آذار 2025[28])